# زينة (ممثلة)
زينة (من مواليد 4 فبراير 1977، في القاهرة عاصمة مصر-)، ولدت زينة باسم وسام رضا إسماعيل مرسي هي ممثلة وعارضة مصرية، دخلت مجال التمثيل منذ عام 1995 ولا زالت مستمرة فيه حتى اليوم. قدَّمت وشاركت في عشرات الأفلام والمسلسلات لعل أبرزها الحياة منتهى اللذة وعفاريت السيالة.

## عن حياتها
بدأت حياتها الفنية حياتها كموديل في عدد من أغاني الفيديو كليب، والتي من خلالها اختارها المخرج داود عبد السيد لتلعب دور هناء في فيلم (أرض الخوف) أمام النجم (أحمد زكي) عام 1999، وكانت حتى ذلك الوقت تستخدم اسمها الحقيقي وسام رضا والذي ظهرت به أيضًا كمذيعة في إحدى القنوات الفضائية حيث قدمت بها بعض البرامج الفنية. ومع دخولها عالم التمثيل بشكل قوي ومن أبرز أعمالها فيلم (الشبح، كابتن هيما، المصلحة ، الجزيرة، وظاظا) إلى جانب عدد من المسلسلات البارزة مثل: حضرة المتهم أبي، علي ياويكا، وليالي، وفي وقت لاحق أطلق عليها المخرج يوسف شاهين لقب صوفيا لورين العرب بعد مشاهدته لها في فيلم (منتهي اللذة)، وهو ما أكدته الفنانة الموهوبة عندما فازت بلقب أحسن ممثلة لعامي 2005، و2006 في استفتاء الجماهير، كما فازت بجائزة الأداء المتميز عن دورها في مسلسل حضرة المتهم أبي
عملت في البداية كموديل في عدد قليل من أغنيات الفيديو كليب، عملت مذيعة في إحدى قنوات راديو وتلفزيون العرب حيث قدمت برامج فنية
ثم احترفت التمثيل لتقدم أول أفلامها وهو أرض الخوف مع المخرج داوود عبد السيد.

### حياتها الأسرية
أعلنت في عام 2014 أنها تزوجت من الفنان أحمد عز في يونيو 2012، وأنجبت توأم هما زين الدين وعز الدين في أكتوبر 2013، ومع هذا الإعلان أحدثت ضجة إعلامية حول موضوع زواجهما ولكن أحمد عز أنكر ذلك.
وفي الخامس والعشرين من يونيو 2015 حسم القضاء المصري الأزمة التي شغلت الرأي العام طوال 18 شهراً، وقرر إثبات نسب طفلي الفنانة زينة للفنان المصري أحمد عز، حيث قضت محكمة الأسرة بمدينة نصر، يوم الخميس، بإثبات نسب توأم الفنانة زينة للفنان أحمد عز بصفته والدهما، بعدما تخطى عمر الطفلين السنة والنصف، وقد «تضمن الحكم الصيغة التنفيذية، التي تعطي زينة الحق في استخراج شهادات الميلاد للتوأم والأوراق الرسمية الخاصة بهما».

## أعمالها

### الأفلام
| السنة | اسم الفيلم         | الدور                           |
| ----- | ------------------ | ------------------------------- |
| 2000  | أرض الخوف          | هناء                            |
| 2004  | حالة حب            | ريم                             |
| 2005  | سيد العاطفي        | جيهان                           |
| 2005  | الحياة منتهى اللذة | غادة سيد                        |
| 2006  | 90 دقيقة           | نسمة                            |
| 2006  | ظاظا               |                                 |
| 2007  | الشبح              | أحلام                           |
| 2007  | الجزيرة            | فايقة                           |
| 2008  | كابتن هيما         | مريم                            |
| 2008  | شبه منحرف          | تغريد أبو لحاف الشهيرة بـ لى لى |
| 2008  | بوشكاش             | عليا الغندور                    |
| 2009  | واحد صفر           | نادية الشهيرة بـ نينا           |
| 2010  | بنتين من مصر       | حنان                            |
| 2010  | بلبل حيران         | ياسمين                          |
| 2010  | الكبار             | هبة الدهشوري                    |
| 2012  | المصلحة            | شادية صديقة سليمان              |
| 2014  | الدساس             | ضيفة شرف                        |
| 2015  | الليلة الكبيرة     | مثال                            |
| 2015  | هز وسط البلد       | إبتسام                          |
| 2018  | كارما              | مدينة                           |
| 2019  | الفلوس             | حلا                             |
| 2024  | الإسكندراني        |                                 |

### المسلسلات
| السنة | اسم المسلسل                 | الدور                       |
| ----- | --------------------------- | --------------------------- |
| 2004  | أصحاب المقام الرفيع         |                             |
| 2004  | عفاريت السيالة              | قداره                       |
| 2005  | للثروة حسابات أخرى          | صافي                        |
| 2006  | حضرة المتهم أبي             | هنا                         |
| 2006  | علي يا ويكا                 |                             |
| 2007  | من أطلق الرصاص على هند علام |                             |
| 2009  | ليالي                       | ليالي                       |
| 2015  | زواج بالإكراه               | ليلى                        |
| 2015  | أرض النعام                  | كيتي                        |
| 2015  | إستيفا                      | المحققة زينة (حلقة 19 و 20) |
| 2015  | الوسواس                     | صباح                        |
| 2016  | أزمة نسب                    | نعمة                        |
| 2017  | لأعلى سعر                   | ليلى                        |
| 2018  | ممنوع الاقتراب أو التصوير   | كاميليا                     |
| 2020  | جمع سالم                    | مريم                        |
| 2021  | كله بالحب                   | دهب                         |
| 2022  | الليلة والي فيها            | رشا                         |
| 2023  | جعفر العمدة                 | عايدة                       |
| 2024  | العتاولة                    | حنة                         |
| 2025  | العتاولة 2                  | حنة                         |

### المسلسلات الإذاعية
| السنة | اسم المسلسل          | الدور        |
| ----- | -------------------- | ------------ |
| 2007  | عيد في مدريد         |              |
| 2008  | السندباد عماد        | أميرة        |
| 2009  | قلقاسة في وكالة ناسا |              |
| 2010  | هارب على سفر         |              |
| 2017  | كابتن فرشيحة         | كابتن فرشيحة |

## وصلات خارجية
- زينة على موقع IMDb (الإنجليزية)
- زينة على موقع الدهليز
- زينة على موقع قاعدة بيانات الأفلام العربية
- زينة على موقع أول موفي (الإنجليزية)
- زينة على موقع قاعدة بيانات الفيلم (الإنجليزية)
- زينة على موقع كينوبويسك (الروسية)